# Silba fragranti
Silba fragranti är en tvåvingeart som beskrevs av Macgowan 2007. Silba fragranti ingår i släktet Silba och familjen stjärtflugor. Inga underarter finns listade i Catalogue of Life.